# مقيم أقدم
مقيم أقدم (بالإنجليزية: senior house officer)‏ أو SHO، هي أحد الرتب التي تمنح للأطباء غير الاستشاريين في جمهورية أيرلندا.

## الاستخدام الرسمي في المملكة المتحدة
إلى حد سنة 2007، كانت تمنح هذه الرتبة في السنة الثانية للأطباء في التدريب الطبي في خدمة الصحة الوطنية. عادة ما يعمل الطبيب في هذه الرتبة لمدة سنتين أو ثلاث، وأحياناً أكثر، قبل أن يصبح «مسجل التخصص».
قبل أن يصل إلى رتبة «مسجل التخصص» يجب على المقيم الأقدم أن يعمل في أشغال موافق عليها من عميد التعليم العالي، وأيضاً النجاح في امتحانات التخصص مثل عضوية كلية الجراحين البريطانية/Membership of the Royal College of Surgeons, MRCS.

## الولايات المتحدة الأمريكية
تسمى هذه الفترة بالإقامة Residency، والطبيب بالمقيم Resident